# Beatriz Souza
Beatriz Rodrigues de Souza (Itariri, estat de São Paulo; 20 de maig de 1998), més coneguda com Beatriz Souza o Bia Souza, és una judoka brasilera. Va representar el Brasil als Jocs Olímpics d'Estiu de 2024 a París i va guanyar l'or a la categoria femenina de +78 kg. Amb la seva victòria va esdevenir la primera dona en conquerir una medalla d'or olímpica en la història de l'Esporte Clube Pinheiros.

## Trajectòria esportiva
Beatriz Souza va iniciar-se en el judo des de molt jove amb el suport del seu pare. Va aconseguir la seva primera medalla amb set anys per a l'Associació Budokan de Peruíbe. Als 15 anys va marxar a São Paulo per entrenar al Club Esportiu Palmeiras. De seguida va mudar-se al districte de Pinheiros. El 2017 va vèncer al Campionat Panamericà Sènior de judo que es va celebrar a Panamà.

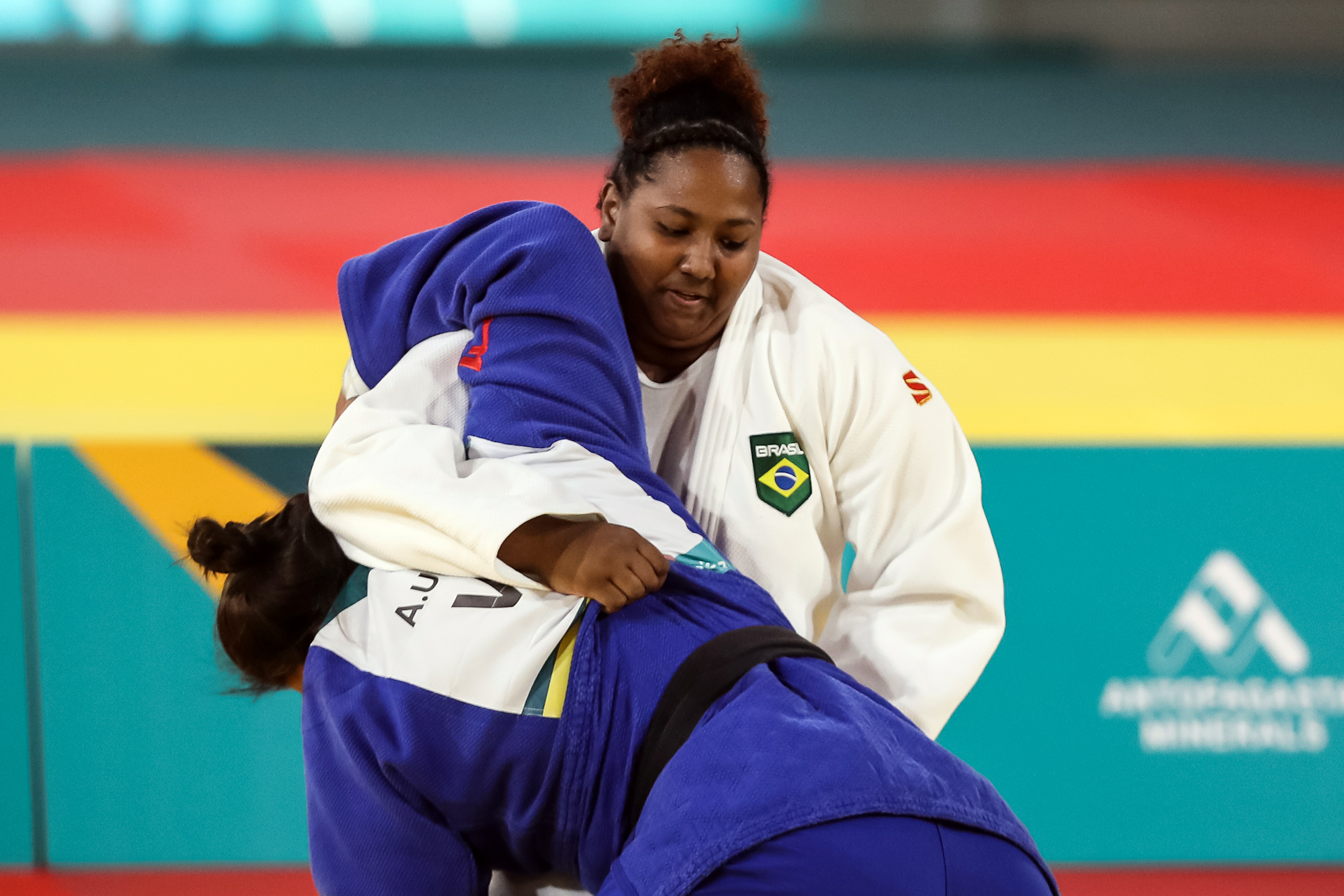
Als Jocs Panamericans de 2023

El 2022 va aconseguir la medalla de plata al Campionat Mundial de judo celebrat a Taixkent i un bronze al mateix esdeveniment de 2023 celebrat a Doha. Aquell mateix any es va proclamar guanyadora del Grand Slam de Bakú i va rebre una medalla de bronze als Jocs Panamericans celebrats a Santiago de Xile. També al 2023, Beatriz Souza va ser escollida millor judoka de l'any i va rebre el Premi Brasil Olímpico en la categoria de judo, un homenatge del Comitè Olímpic del Brasil (COB).
El 2024 va conquerir l'or al Gran Premi de Linz després de derrotar la neerlandesa Marit Kampa i va proclamar-se vencedora del Campionat Panamericà i d'Oceania de judo. Aquest mateix any va debutar al circuit olímpic durant els Jocs Olímpics de París. Va arribar a la final de la competició femenina en la modalitat +78 kg després de derrotar a la francesa Romane Dicko amb un ippon. A la final va aconseguir la medalla d'or després de derrotar a la israeliana Raz Hershko amb un waza-ari. En la modalitat de judo per equips també va aconseguir una medalla de bronze.
Després de la seva victòria, Souza va revelar que el judo va ser una eina d'aprenentatge per acceptar-se físicament durant la juventud i del seu desig d'esdevenir un referent per a les nenes del Brasil. També va desitjar que la seva victòria servís d'inspiració per a les dones i els negres del seu país.

## Vida personal
Souza va néixer a Itariri, filla del veterà militar del cos de bombers de São Paulo i judoka retirat Poscedonio José de Souza Neto. Va créixer a Peruíbe, un municipi del litoral paulista. A més de ser judoka, Rodrigues de Sousa és sergent de l'exèrcit brasiler. Està casada amb l'ex-jugador de bàsquet brasiler Daniel Souza.